# Kilo de merde
 (février 2020).
Si vous disposez d'ouvrages ou d'articles de référence ou si vous connaissez des sites web de qualité traitant du thème abordé ici, merci de compléter l'article en donnant les références utiles à sa vérifiabilité et en les liant à la section « Notes et références ».
Le « kilo de merde » aussi appelé « paquet de merde » ou « tas de merde » est un jeu de cartes qui utilise un jeu de 52 cartes.

## Matériel
Ce jeu se joue avec un jeu de 52 cartes que l'on séparera en deux tas, au début de la première manche.

## Déroulement d'une partie
Le jeu se déroule en plusieurs manches. Avant de jouer, les joueurs décident du nombre de manches à jouer. On peut en jouer autant que l'on veut, cela n'a pas d'importance. Les joueurs doivent former un cercle.
On peut aussi décider de jouer autant de manches qu'il y a de cartes dans le « tas de merde ».

### Les cartes à distribuer
Trois joueurs : les Rois, les Dames, les Valets.
Quatre joueurs : les Rois, les Dames, les Valets, les 2.
Cinq joueurs : les Rois, les Dames, les Valets, les 2, les 3.
Six joueurs : les Rois, les Dames, les Valets, les 2, les 3, les 4.
Sept joueurs : les Rois, les Dames, les Valets, les 2, les 3, les 4, les 5.
Huit joueurs : les Rois, les Dames, les Valets, les 2, les 3, les 4, les 5, les 6.
Neuf joueurs : les Rois, les Dames, les Valets, les 2, les 3, les 4, les 5, les 6, les 8
Dix joueurs : les Rois, les Dames, les Valets, les 2, les 3, les 4, les 5, les 6, les 8, les 9.

### Déroulement d'une manche
Un joueur mélange les cartes à distribuer et en donne quatre à chaque joueur, il pose le « tas de merde » au centre, face cachée et il annonce : « Dame de cœur ! À vous l'honneur ! Dame de pique, à vous la suite ! ». Celui qui a la dame de cœur le fait savoir aux autres joueurs et commence dans le sens qui fera jouer le joueur ayant la dame de pique au plus vite.
Le but de chaque joueur étant d'avoir quatre cartes de valeurs identiques en main, le premier à jouer choisit une carte qu'il ne veut pas garder et la fait passer à son voisin de gauche ou de droite ou à celui qui a la dame de pique, sans la montrer aux autres. À ce moment, le premier joueur a trois cartes et le deuxième en a cinq. À son tour, le deuxième joueur fait passer une carte à son voisin. Ainsi, on tourne en faisant passer les cartes.
Lorsque l'un des joueurs a quatre cartes de même valeur (un roi, une dame, etc.) ou sauf à trois joueurs, 4 cartes du même signe (cœur, pique, trèfle ou carreau), il doit attendre que tout le monde ait quatre cartes en main. Une fois que c'est le cas, il doit poser sa main sur le « tas de merde » et tous les joueurs doivent l'imiter au plus vite. Le dernier à avoir posé sa main sur le « tas de merde » doit piocher une carte dans ce dernier et la poser devant lui, face visible. Il gagne autant de kilos de merde que la valeur indiquée par la carte.
Ex. Un des joueurs a les quatre valets, il pose sa main. Tout le monde l'imite. Le dernier à avoir posé la sienne tire une carte. Il pioche un cinq ; on dit qu'il a cinq kilos de merde.
On peut également feinter pour tromper ses adversaires. Lorsqu'un des joueurs ne réunit pas les conditions pour poser sa main sur le « tas de merde », il peut faire semblant d'effectuer le geste sans toutefois toucher le tas. Si un de ses adversaires se laisse feinter en touchant le tas, il gagne automatiquement le nombre de kilos de merde indiqué par la carte qu'il pioche. Si plusieurs joueurs se laissent feinter, celui qui remporte les kilos de merde est celui qui a posé sa main en premier.
Lorsqu'un joueur a remporté ses kilos de merde, la manche est terminée, et on en rejoue une autre.

#### Le 7: la chasse
Quand un joueur tire un 7 dans le « tas de merde », il a la possibilité de se débarrasser de tous ses kilos de merde qu'il remet sous le « tas de merde ». On dit qu'il tire la chasse.
Si le sept est la première carte tirée par un joueur (éventuellement après une chasse), alors sa valeur est sept kilos de merde.
Une variante veut qu'on puisse garder la première carte tirée comme joker si c'est un 7 pour tirer la chasse lors de la deuxième pioche.

### Le(s) vainqueur(s)
Une fois qu'on a joué le nombre de manches prédéfinis, on désigne le ou les vainqueurs. Le vainqueur est celui qui a le moins de kilos de merde.

### Les kilos de merde
2 = 2 kilos de merde, 3 = 3 kilos de merde et ainsi de suite.
Exception :
- As = 100 kilos de merde
- Joker = 1 000 kilos de merde

## Variantes
- Une des variantes du jeu est de disposer plusieurs tas de cartes sur la table afin qu'il y en ait un de moins que le nombre de joueurs disputant la partie. Ainsi le dernier joueur à réagir n'a pas de tas de cartes à sa disposition, il pioche alors une carte parmi n'importe lequel des tas à terre dont la valeur détermine le nombre de kilos de merde.

- Variantes des jokers : Il existe une variante où l'on utilise les jokers. On les place dans le « tas de merde » et celui qui en pioche un ramasse 50 kilo de merde ou 1 000 kilo dans une des variantes ci-dessus.

- La Pelle  ou Le Bouchon : Au lieu de toucher le tas de merde, on doit attraper un objet placé sur la table (cuillères, bouchons de liège…). Celui qui n'a pas pu prendre d'objet prend une carte dans le « tas de merde », le nombre d'objets nécessaires étant le nombre de joueurs moins 1. Ex: À trois joueurs, on en met 2, à quatre joueurs, on en met 3 et ainsi de suite.

- Tous en même temps : Au lieu de donner la carte dont on n'a pas besoin chacun son tour, on le fait tous en même temps. Celui qui a la dame de cœur choisit de quel côté on commence et c'est lui qui dit « Go » pour le reste de la manche. Pour donner la carte, celui qui a eu la dame de cœur au début de la manche dit : « 1, 2, 3, GO ! » et on donne sa carte ; il faut être rapide.